# Honda CBF
A Honda CBF sorozat egy  motorkerékpárcsalád klasszikus stílusjegyekkel, visszafogott eleganciával. 
A sorozat Európában és Kínában kerül piacra, célközönsége a városi, országúti, és túra -motorosok.
Az alábbi típusok tartoznak a CBF családba:
- CBF125
- CBF150 Japán belpiacos, Európában nem forgalmazott motor
- CBF250
- CBF500
- CBF600N, CBF600S
- CBF1000

## Külső hivatkozások
- Magyar Honda CBF Egyesület
- Honda motorkerékpárok
- Honda cégtörténet
- Honda Worldwide
- Honda könyvtár Archiválva 2021. január 16-i dátummal a Wayback Machine-ben